# 10-19
De jaren 10-19 (van de christelijke jaartelling) zijn een decennium in de 1e eeuw.

## Belangrijke gebeurtenissen

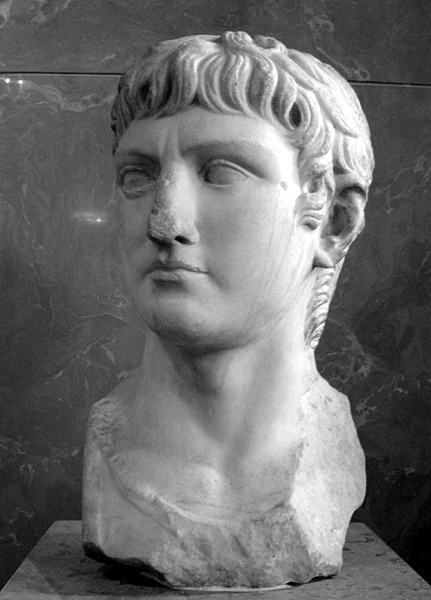
Germanicus

### Romeinse Rijk
- 10: Illyrië wordt verdeeld in twee provincies: Dalmatia en Pannonia.
- 14: Tiberius volgt Augustus op als Romeins keizer.
- 14: Er breken opstanden uit onder de Romeinse legioenen in de twee grensgebieden Germania en Pannonia bij het vernemen van de dood van Augustus. Tiberius' adoptiefzoon Germanicus en zoon Drusus lossen respectievelijk de problemen in Germania en Pannonia op.
- 15: De grens van het Romeinse Rijk verplaatst zich in de richting van de Donau.
- 19: Romeinse Rijk - Vanaf dit jaar worden wetten per senatus consultum aangenomen. Hiermee is de bevolking van het wetgevend proces buitengesloten.

#### Germanië
- 10-12 : Augustus' veldtochten in Germanië. Tiberius en Germanicus voeren gezamenlijke acties in Germanië.
- 13-16 : Germanicus leidt alleen de veldtochten in Germanië.
- 16 : Slag bij Idistaviso. Germanicus verslaat de Germaanse veldheer Arminius en neemt de vrouw van Arminius, Thusnelda, gevangen. Tiberius geeft Germanicus de opdracht de strijd in Germanië op te geven. De Rijn wordt als rijksgrens vastgesteld.
- 19: Marbod, de leider van de Markomannen, gaat in ballingschap bij de Romeinen.

#### Lage Landen
- 10 à 15: Een tijdelijk militair kamp wordt opgericht op de baan Asse-Tienen, waarrond de vicus van Elewijt zal ontstaan.

#### Oost-Romeinse Rijk
- 11 of 12: Artabanus II verdrijft Vonones I en wordt koning van de Parthen. Vonones I wordt koning van Armenië
- 17: Keizer Tiberius stuurt Germanicus naar het oosten om daar het bestuur op orde te stellen.
- 18 : Germanicus en Artabanus komen overeen om Artaxias III aan te stellen als koning Armenië.
- 19: Germanicus raakt in een geschil verwikkeld met de gouverneur van Syria, Gnaius Calpurnius Piso. Even later sterft Germanicus.

#### Africa
- 17: Marcus Furius Camillus, proconsul van Africa en bevelhebber van de Legio III Augusta slaagt erin Tacfarinas te verslaan, maar deze zoekt zijn toevlucht in de woestijn.

### India
- 19: India - Aanvang van de regering van koning Gondophares, die genoemd wordt in de Handelingen van Thomas.

## Belangrijke personen
- Keizer Augustus, keizer van Rome tot zijn overlijden in 14.
- Keizer Tiberius, Romeins keizer vanaf 14.
- Germanicus Julius Caesar, Romeins generaal.

### Geboren
- 10: Heron van Alexandrië, Grieks ingenieur.
- 12: Gaius, de latere keizer Caligula.
- 13: Adbar V Ouchama (koning van Edessa)
- 15: Vitellius, Romeins keizer
- 19: Tiberius Gemellus en Germanicus Gemellus, tweelingzoons van Drusus en Livilla, kleinzoons van Tiberius.

### Overleden
- 14: Keizer Augustus, op de leeftijd van 77 jaar.
- 14: Agrippa Postumus, vermoord.
- 14: Julia (dochter van Augustus), moeder van Agrippa Postumus, hongerdood.
- 17: Livius, Romeins geschiedschrijver
- 17: Gaius Julius Hyginus, Romeins auteur
- 17 of 18: Ovidius, dichter, te Tomi (volgens sommige bronnen in 18)
- 19: Germanicus, Romeins generaal (vergiftigd door Gnaius Calpurnius Piso, waarschijnlijk op bevel van Tiberius)

<< · 10 · 11 · 12 · 13 · 14 · 15 · 16 · 17 · 18 · 19 · >>
<< · 1-9 · 10-19 · 20-29 · 30-39 · 40-49 · 50-59 · 60-69 · 70-79 · 80-89 · 90-99 · >>